# P.Mettupalayam
P.Mettupalayam là một thị xã panchayat của quận Erode thuộc bang Tamil Nadu, Ấn Độ.

## Nhân khẩu
Theo điều tra dân số năm 2001 của Ấn Độ, P.Mettupalayam có dân số 9139 người. Phái nam chiếm 50% tổng số dân và phái nữ chiếm 50%. P.Mettupalayam có tỷ lệ 58% biết đọc biết viết, thấp hơn tỷ lệ trung bình toàn quốc là 59,5%: tỷ lệ cho phái nam là 69%, và tỷ lệ cho phái nữ là 47%. Tại P.Mettupalayam, 9% dân số nhỏ hơn 6 tuổi.